# فرديناند بيورسي
فرديناند بيورسي (24 يونيو 1934 – 4 أيلول 2013) حَكَم كرة قدم ألماني.

## مسيرته
كان حكماً في الاتحاد الألماني لكرة القدم في الفترة ما بين 1965 و 1978، حكم في 121 مباراة في الدوري الألماني و 27 مباراة في الدوري الألماني من الدرجة الثانية في تلك الفترة. حكم في المباراة بين نادي بوروسيا مونشنغلادباخ  و بوروسيا دورتموند في الدوري الألماني اللتي حققوا فيها فوزاً قياسياً (0 - 12) لصالح بوروسيا مونشنغلادباخ. و لأنه لم يكن هناك أي جامعين للكرة في السبعينيات، كان على فرديناند أن يلتقط الكرات اللتي كانت باتجاه مرمى دورتموند.
في الفترة ما بين 1969 و 1978، عمل حكماً في الاتحاد الدولي لكرة القدم (الفيفا)، حيث حكم في 16 مباراةٍ عالمية و 26 مباراة في دوري أبطال أوروبا.
كما أنّه حكم في المباراة بين منتخب الاتحاد السوفيتي ومنتخب السودان في الألعاب الأولومبية الصيفية عام 1972. كان فرديناند حكماً مساعداً في كأس العالم 1974، و حَكَمَ مباراةً في كأس العالم 1978 بعد أربعة أعوام في الأرجنتين.